# World Rugby Ranking

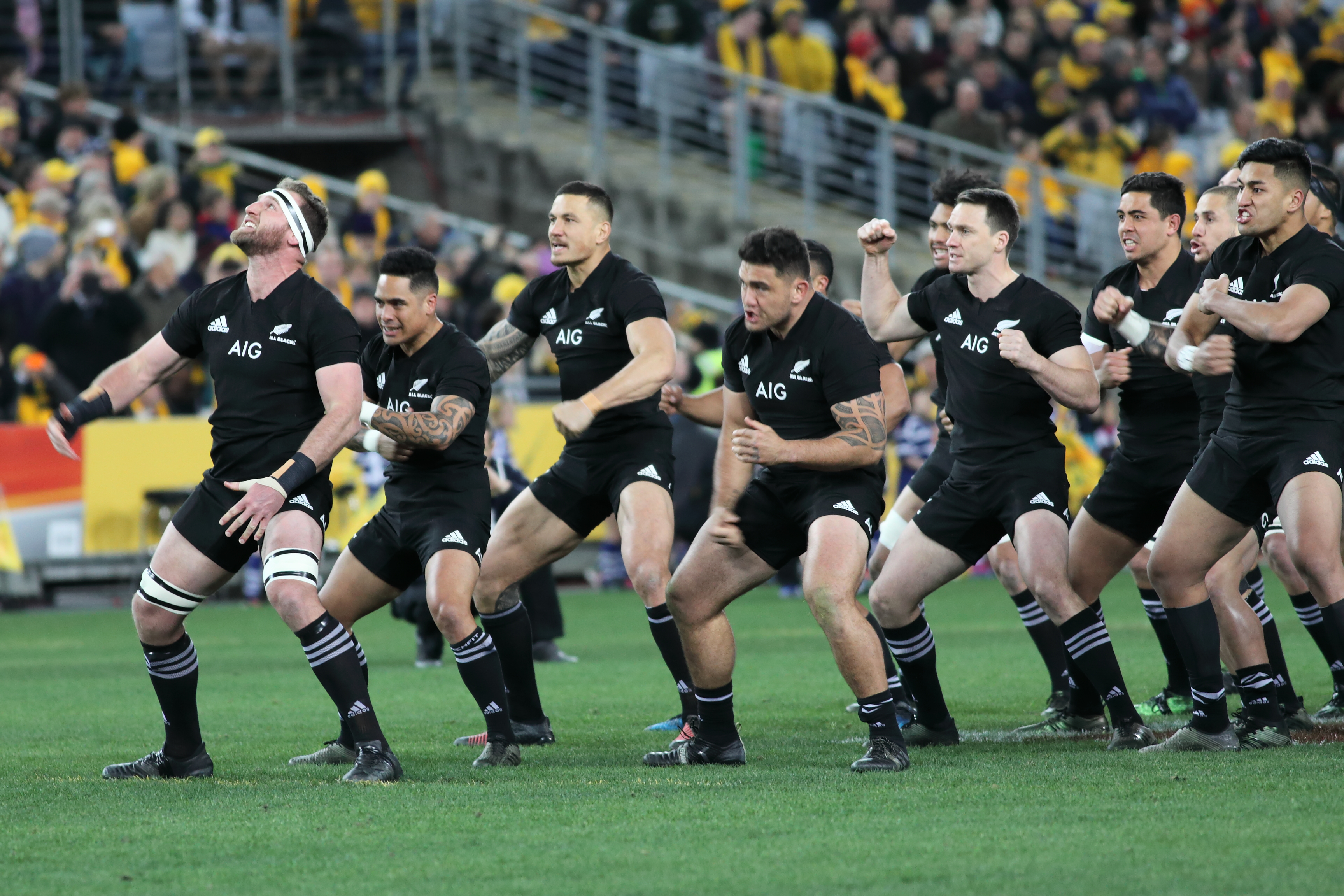
Los "All Blacks" haciendo el haka

Los World Rugby Ranking son las clasificaciones de equipos nacionales de rugby XV, masculinos y femeninos. Gestionado por la World Rugby, órgano rector de este deporte. Los equipos de los países miembros de la WR se clasifican sobre la base de los resultados de su juego, con los equipos más exitosos que figuran en el puesto más alto. Se utiliza un sistema de puntos, y se otorgan sobre la base de los resultados obtenidos en los partidos internacionales. 
Las clasificaciones se basan en el rendimiento de un equipo, con un mayor peso de los resultados más recientes y de los partidos más significativos para ayudar a reflejar el estado actual de la competencia de un equipo. El sistema de clasificación fue presentado el mes anterior del inicio de la Copa Mundial 2003, el primer ranking fue emitido el 8 de septiembre de 2003.

## Uso del ranking
Las clasificaciones son utilizadas por la WR para clasificar a la progresión y la capacidad actual de los equipos nacionales de rugby de sus países miembros. Hasta el año 2007 la clasificación no era de uso corriente en las competiciones como la Copa Mundial de Rugby, ahora define las cabezas de serie.

## Líderes
Cuando se introdujo el sistema Inglaterra fue el mejor equipo y mantuvo esa posición tras la victoria en la Copa del Mundo de Rugby en 2003. Nueva Zelanda tomó el primer lugar el 7 de junio de 2004. Después de ganar el Mundial de Rugby 2007, Sudáfrica se convirtió en el tercer equipo en alcanzar el primer lugar. Los dos primeros partidos del Tri Nations 2008 dieron lugar a los dos mejores equipos conmutando lugares: los All Blacks recuperaron el primer puesto tras derrotar a Sudáfrica en el partido Tres Naciones, el 5 de julio de 2008 en Wellington, y una semana después que los Springboks les devolvieron el favor en Dunedin, anotando su primer triunfo sobre los All Blacks de Nueva Zelanda desde 1998, reclamando el primer lugar, que los de negro obtuvieron por derrotar a Australia y Sudáfrica en agosto de 2008 recuperando el primer lugar por un margen considerable. Luego Sudáfrica recuperó el liderato en julio de 2009 después de vencer a Nueva Zelanda en Bloemfontein y se mantuvo en la cima hasta que perdió ante Francia en noviembre de ese año, lo que permitió a los All Blacks recuperar el primer puesto.
Nueva Zelanda ha sido el más consistente en el número 1 desde la introducción del ranking mundial IRB, tras haber ocupado la posición en el ranking durante casi tres cuartas partes del tiempo durante este período. Sudáfrica e Inglaterra completan el resto.
Entre los equipos de países del continente americano e hispano hablantes, el ranking ha sido encabezado por Argentina, oscilando entre la posición 3 y la posición 9.

## Método de cálculo
Todos los países miembros de la World Rugby han recibido una clasificación que está en el rango de 0 a 100, con el equipo mejor posicionado alcanzando una calificación de alrededor de 90 puntos. El sistema de puntos se calcula utilizando un sistema de intercambio de puntos, en el que los participantes reciben puntos el uno del otro basado en el resultado del partido, lo que uno gana, el otro pierde. Los intercambios se basan en el resultado del partido, el ranking de cada equipo, y el margen de victoria, con una bonificación para jugar en casa.
Como el sistema tiene como objetivo describir las fortalezas actuales del equipo, los éxitos o las pérdidas del pasado se irán desvaneciendo y serán reemplazados por los resultados más recientes. Por lo tanto, se espera que va a producir una imagen exacta que representa el grado actual y, por tanto el rango de las naciones. Las clasificaciones responden a los resultados y es posible subir a la cima desde el último lugar en menos de 20 partidos y viceversa.
Como todos los partidos generan un total neto de 0 puntos (sumando los cambios de puntos de ambos equipos) no hay ninguna ventaja especial en jugar más partidos. Una clasificación sigue siendo la misma hasta que el equipo juega de nuevo. Aunque los partidos suelen dar lugar a intercambios de puntos, resultados predecibles conducen a cambios muy pequeños que no alteran las posiciones.

## Reglas
El sistema asegura que es representativo del rendimiento de los equipos aunque jueguen un número diferente de partidos por año, y sea diferente la fuerza de la oposición que los equipos tienen que hacer frente. Los factores tenidos en cuenta son los siguientes :
- Resultado del partido
- Acontecimiento del partido
- Las diferencias entre rivales
- Jugar de local o visitante

### Resultado del partido
Por cada partido disputado el intercambio de puntos se concede para los siguientes cinco resultados y se ha desarrollado utilizando los resultados de los partidos internacionales desde 1871 hasta la actualidad :
- Victoria o derrota por más de 15 puntos
- Victoria o derrota por hasta 15 puntos
- Empate

### Acontecimiento del partido
Partidos diferentes tienen una importancia distinta para los equipos, y la IRB ha tratado de respetar esta usando un sistema de ponderación, en donde los partidos más importantes son los de las Finales de la Copa del Mundo. Los intercambios de puntos se duplican durante las Finales de la Copa del Mundo para reconocer la importancia singular de este evento.
Todos los demás partidos internacionales absolutos son tratados de forma idéntica entre sí, para ser lo más justo posible para los países a quienes toca una mezcla de diferentes partidos amistosos y competitivos. Partidos que no tienen la condición de internacional absoluto, no cuentan.

### Diferencia entre rivales
Un triunfo ante un rival de muy alto rango es un logro mucho mayor que una victoria contra un rival de baja calificación, por lo que la fuerza del equipo contrario es un factor. Así, los resultados de los partidos son más importantes que los márgenes de la victoria en la producción de clasificación exacta. Esto es porque cuando un equipo de alto rango juega con un equipo mucho más humilde y logra ganar por más de 50 puntos, esto no necesariamente indica cómo uno de los equipos se comportará en el futuro.

### Local o visitante
En el cálculo de los intercambios de puntos, el equipo local es tratado como si estuviera tres puntos de rating mejor que su calificación actual. Esto se traduce en que el equipo de casa gana menos puntos al ganar y pierde más puntos al ser derrotado. Debido a esto, cualquier ventaja que un equipo puede tener por jugar ante su público se cancela.

### Naciones que inician su afiliación
Todas las nuevas naciones miembros comienzan con 30 puntos, puntaje provisional hasta que hayan completado diez partidos de prueba. Cuando los países se fusionan, el nuevo país hereda la calificación más alta de los dos países, pero cuando se separaron (por ejemplo, la desintegración en 2010 del equipo de rugby del Golfo Árabe en distintos equipos que representan a sus países miembros actuales), los nuevos países van a heredar una calificación en un nivel fijo por debajo de la calificación del país de origen.
Los países que no han tenido una prueba de un par de años se retiran del sistema de clasificación y la lista. Si se activan de nuevo, vuelven a asumir su calificación anterior.

### Fórmula
Partiendo de una sencilla fórmula se puede calcular la cantidad de puntos que se intercambiarán dos equipos en un partido. En dicha fórmula, para cada equipo se calcula el Rating Gap haciendo uso de las variables anteriormente mencionadas: Resultado, acontecimiento, diferencia entre rivales y la localidad.
{\displaystyle R_{g}=R_{o}-R_{i}}
Donde {\displaystyle R_{i}} es el rating inicial de dicho equipo y {\displaystyle R_{o}} es el rating del oponente. Además, aquel equipo que juegue como local sumará 3 púntos a su {\displaystyle R_{i}}. Vemos que para el equipo mejor rankeado, {\displaystyle R_{g}} será negativo. En ningún caso este valor pude ser mayor a 10 en valor absoluto, por lo que diferencias mayores a 10 serán tratadas como {\displaystyle R_{g}=10} o {\displaystyle R_{g}=10}, según correspondiese.
Luego, para cada equipo se calcula {\displaystyle Y} del siguiente modo:
{\displaystyle Y=S+0.1\times R_{g}}
Donde {\displaystyle S} es igual a 1 si el equipo en cuestión ganó, 0 si empató y -1 si perdió. Nótese que el valor de {\displaystyle Y} está acotado entre -2 y 2.
Finalmente, este valor se le suma al {\displaystyle R_{i}} para obtener el nuevo rating.

#### Ejemplo 1
Springboks-Pumas, donde ganaron los Pumas. Los Springboks tenían 86.37 pts y Los Pumas tenían 77.17. Sumándole a los Springboks 3 puntos por localía, su rating sería 89.37. Entonces, la rating gap de Argentina sería: {\displaystyle R_{g}=89.37-77.17=12.20}, que al ser mayo de 10 se trata como si lo fuese, mientras que la de Sudáfrica se trata como -10. Como Argentina ganó , su {\displaystyle Y} es igual {\displaystyle 1+0.1\times 10=2}. Para los Springboks, este valor es -2. Entonces, estos valores se suman a los respectivos ratings de cada equipo. Por eso el puntaje del ranking de los Pumas paso de 77.17 a 79.17 y de los Springboks de 86.37 a 84.37, lo cual le trajo aparejado bajar del puesto nro. 2 al número 5. En caso de haber ganado argentina por más de 15 puntos, Argentina habría ganado 1 punto más, y de haber ganado en un partido de mundial habría ganado dos puntos más. Si ambos acontecimientos hubieran ocurrido simultáneamente, Argentina podría haber ganado hasta 6 puntos, mientras que Sudáfrica habría perdido la misma cantidad de puntos.

#### Ejemplo 2
El 15 de agosto Irlanda le ganó a Escocia de local 28 a 22. Irlanda con 86.89 puntos en el ranking y Escocia con 74.79, como Irlanda es local hay que sumarle los 3 puntos, lo que le da 89.89. Entonces, su rating gap sería {\displaystyle R_{g}=74.79-89.89=-15.10}, que al ser mayor que 10 en valor absoluto, se toma como {\displaystyle R_{g}=-10}. Como ganó Irlanda, su {\displaystyle Y} es igual {\displaystyle 1+0.1\times -10=0}. Es decir no le sube el puntaje aún ganando, ni aún si hubiera hecho por un abultado score. Conclusión, cuando la diferencia de puntos dentro del ranking es muy alta (mayor de 10) no va a existir ningún beneficio para el país mejor ubicado ni aún ganando. Este es el principal motivo por el cual los países que tienen alto puntaje no se interesan en jugar con países de bajo ranking, porque no les trae ningún beneficio a su puntaje y si pierden pueden perder hasta 2 puntos, como aconteció a los Springboks con Los Pumas.

## Ranking masculino
Actualizado el 5 de agosto de 2025.
| Ranking masculino | Ranking masculino | Ranking masculino |
| Puesto            | Selección         | Ptos.             |
| ----------------- | ----------------- | ----------------- |
| 1                 | Sudáfrica         | 92.78             |
| 2                 | Nueva Zelanda     | 92.06             |
| 3                 | Irlanda           | 89.83             |
| 4                 | Francia           | 87.82             |
| 5                 | Inglaterra        | 87.64             |
| 6                 | Australia         | 82.08             |
| 7                 | Argentina         | 82.05             |
| 8                 | Escocia           | 81.57             |
| 9                 | Fiyi              | 80.50             |
| 10                | Italia            | 77.77             |
| 11                | Georgia           | 74.69             |
| 12                | Gales             | 74.05             |
| 13                | Samoa             | 72.48             |
| 14                | Japón             | 72.29             |
| 15                | España            | 69.12             |

| Ranking masculino | Ranking masculino | Ranking masculino |
| Puesto            | Selección         | Ptos.             |
| ----------------- | ----------------- | ----------------- |
| 16                | Estados Unidos    | 68.45             |
| 17                | Uruguay           | 67.52             |
| 18                | Portugal          | 66.44             |
| 19                | Tonga             | 65.46             |
| 20                | Chile             | 63.83             |
| 21                | Rumania           | 63.67             |
| 22                | Bélgica           | 61.20             |
| 23                | Hong Kong         | 59.98             |
| 24                | Zimbabue          | 58.80             |
| 24                | Canadá            | 57.75             |
| 25                | Países Bajos      | 57.01             |
| 26                | Namibia           | 56.97             |
| 27                | Brasil            | 55.90             |
| 29                | Suiza             | 55.26             |
| 30                | Polonia           | 54.06             |

## Ranking femenino
Actualizado el 5 de agosto de 2025.
| Ranking femenino | Ranking femenino | Ranking femenino |
| Puesto           | Selección        | Ptos.            |
| ---------------- | ---------------- | ---------------- |
| 1                | Inglaterra       | 97.56            |
| 2                | Canadá           | 89.77            |
| 3                | Nueva Zelanda    | 88.74            |
| 4                | Francia          | 85.92            |
| 5                | Irlanda          | 79.17            |
| 6                | Australia        | 76.31            |
| 7                | Italia           | 76.06            |
| 8                | Escocia          | 75.33            |
| 9                | Gales            | 72.18            |
| 10               | Estados Unidos   | 72.05            |
| 11               | Japón            | 68.83            |
| 12               | Sudáfrica        | 68.04            |
| 13               | España           | 63.31            |
| 14               | Fiyi             | 59.98            |
| 15               | Samoa            | 59.72            |

| Ranking femenino | Ranking femenino  | Ranking femenino |
| Puesto           | Selección         | Ptos.            |
| ---------------- | ----------------- | ---------------- |
| 16               | Hong Kong         | 57.56            |
| 17               | Países Bajos      | 57.42            |
| 18               | Rusia             | 55.10            |
| 19               | Kazajistán        | 53.88            |
| 20               | Kenia             | 50.68            |
| 21               | Suecia            | 49.31            |
| 22               | Alemania          | 49.03            |
| 23               | Portugal          | 48.12            |
| 24               | Bélgica           | 47.28            |
| 25               | Brasil            | 45.96            |
| 26               | Tonga             | 43.53            |
| 27               | China             | 43.34            |
| 28               | México            | 43.20            |
| 29               | Uganda            | 42.68            |
| 30               | Trinidad y Tobago | 42.43            |